# Incorporated
Incorporated es una serie de televisión estadounidense emitida por el canal de ciencia ficción Syfy. Fue estrenada el 30 de noviembre de 2016. El 27 de febrero de 2017, tras una temporada, se confirmó su cancelación debido a las bajas audiencias.

## Sinopsis
La serie se desarrolla en una distópica Milwaukee en el año 2074, donde muchos países han quebrado debido a una serie de crisis y el cambio climático. En ausencia de un gobierno efectivo, las corporaciones multinacionales más poderosas se han convertido en gobiernos de facto, controlando áreas llamadas Zonas Verdes. Los territorios restantes se denominan Zonas Rojas, donde la gobernanza es débil o inexistente.

## Trama
Ben Larson es un ejecutivo de la empresa Spiga Biotech, la corporación más grande del mundo. Larson trabaja para Elizabeth, la distante madre de su mujer, Laura. En realidad, él es un refugiado climático de la Zona Roja a las afueras de Milwaukee cuyo nombre real es Aaron. Aaron se ha infiltrado en la Zona Verde asumiendo la identidad de Ben Larson para buscar a su amor de la infancia, Elena, quien debido a una serie de desafortunadas circunstancias se ha convertido en una prostituta de un club exclusivo para altos ejecutivos de Spiga Biotech. Aaron decide trabajar en Spiga con el objetivo de ascender a un cargo superior para tener acceso al club y rescatarla. Tras incriminar a su jefe Chad por robar información clasificada y asegurarse su despido de la compañía, Aaron se enfoca en obtener el ascenso a dicho cargo y así rescatar a Elena, todo mientras mantiene su falsa identidad frente al control de seguridad de Spiga, cada vez más paranoico y frente a sus competitivos compañeros de trabajo. Él es ayudado por Theo, el hermano de Elena quien sigue viviendo en la Zona Roja, y Reed, otro ciudadano de la Zona Roja que logró asumir una identidad de la Zona Verde años antes que Aaron.

## Reparto
- Sean Teale como Ben Larson/Aaron Sloane.
- Allison Miller como Laura Larson, una cirujana plástica y esposa de Ben.
- Eddie Ramos como Theo Marquez.
- Julia Ormond como Elizabeth Krauss, jefa de la Corporación para la que trabaja Ben y madre de Laura.
- Dennis Haysbert como Julian, el jefe de seguridad.
- Damon Herriman como Jonathan Hendrick/Henry Reed, un pequeño criminal que se esconde en recursos humanos para tener una buena vida.
- Douglas Nyback como Roger Caplan
- Denyse Tontz como Elena Marquez, la hermana de Theo, verdadero amor de Aaron y exclava sexual.
- David Hewlett como Chad Peterson, el jefe de Ben para el que ha trabajado durante 5 años y al que traiciona.
- Ian Tracey como Terrence.
- Anthony J. Mifsud como Wallace.

### Cambios en el reparto
En origen, la actriz protagonista femenina iba a ser Georgina Haig, la cual abandonó, y fue reemplazada por Allison Miller.

## Episodios
| N.º | Título                                           | Director(es)               | Guionista(s)                                                                | Emisión original                                                      | Audiencia (en millones) |
| --- | ------------------------------------------------ | -------------------------- | --------------------------------------------------------------------------- | --------------------------------------------------------------------- | ----------------------- |
| 1   | «Vertical Mobility» «Movilidad Vertical»         | Alex Pastor & David Pastor | Alex Pastor & David Pastor                                                  | 16 de noviembre de 2016 (online) 30 de noviembre de 2016 (televisión) | 0.52                    |
| 2   | «Downsizing» «Reducción de tamaño»               | Jeff Woolnough             | Ted Humphrey                                                                | 7 de diciembre de 2016                                                | 0.54                    |
| 3   | «Human Resources» «Recursos Humanos»             | Alex Pastor & David Pastor | Alex Pastor & David Pastor                                                  | 14 de diciembre de 2016                                               | 0.57                    |
| 4   | «Cost Containment» «Contención de costes»        | David Grossman             | Chris Downey                                                                | 21 de diciembre de 2016                                               | 0.54                    |
| 5   | «Profit and Loss» «Beneficios y pérdidas»        | Daniel Stamm               | Historia original: Mike Batistick Guion: Joshua Hale Fialkov & Aiyana White | 28 de diciembre de 2016                                               | 0.46                    |
| 6   | «Sweating the Assets» «Optimizar»                | Nick Gomez                 | Allison Moore                                                               | 4 de enero de 2017                                                    | 0.42                    |
| 7   | «Executables» «Ejecutables»                      | Darnell Martin             | Michael Batistick & Joshua Hale Fialkov                                     | 11 de enero de 2017                                                   | 0.50                    |
| 8   | «Operational Realignment» «Reajuste Operacional» | Christoph Schrewe          | Qui Nguyen & Patrick Moss                                                   | 18 de enero de 2017                                                   | 0.41                    |
| 9   | «Burning Platform» «Plataforma en llamas»        | David J. Frazee            | Molly Nussbaum & Aiyana White                                               | 25 de enero de 2017                                                   | 0.55                    |
| 10  | «Golden Parachute» «Paracaídas dorado»           | Kelly Makin                | Alex Pastor & David Pastor                                                  | 1 de febrero de 2017                                                  | 0.41                    |

## Premios y nominaciones
| Año  | Premio         | Categoría                                    | Nominación   | Resultado final |
| ---- | -------------- | -------------------------------------------- | ------------ | --------------- |
| 2017 | Premios Saturn | Mejor serie de televisión de ciencia ficción | Incorporated | Nominado        |